# حاجي آباد (بيرم)
حاجي آباد (بالفارسية: حاجی‌آباد]) (بالإنجليزية: Hajjiabad)‏، قرية في ناحية بيرم (بالفارسية: بخش بيرم)، قسم بلاده الريفي، مقاطعة لارستان، محافظة فارس، إيران. سُجلت في إحصاء عام 2006 ميلادية ولم تسجل أي معلومات عن عدد سكانها.